# 繯長治郎
繯 長治郎（おだまき ちょうじろう、生年不明 - 1811年10月20日〈文化8年9月4日〉）は、現在の福岡県糸島市（旧・筑前国怡土郡）出身で佐渡ヶ嶽部屋及び関ノ戸部屋に所属した元力士。本名は永井とのみ伝わっている。身長、体重は不明。最高位は西前頭4枚目。松江藩のお抱えであったとされている。

## 略歴
1802年11月初土俵（三段目）、1807年11月新入幕。1811年9月4日現役のまま死去（最終場所は閏2月場所）。生年不明だが、初土俵から逆算すると20～30代の短い生涯だったと推算される。幕内通算8場所、33勝27敗4分4預2無10休の成績を残した。
改名歴は2回ある：糸ヶ濱 長次郎 → 繯　長次郎 → 繯　長治郎